# Comté de King (Texas)
Pour les articles homonymes, voir Comté de King et King.
Le comté de King, en anglais : King County,  est un comté situé au nord-ouest de l'État du Texas aux États-Unis. Fondé le 19 novembre 1876, le siège du comté est la census-designated place de Guthrie. Selon le recensement de 2020, sa population est de 265 habitants. Le comté a une superficie de 2 365 km2, dont 2 359 km2 en surfaces terrestres. Il est baptisé en référence à William Philip King, jeune soldat qui est mort au siège de Fort Alamo.

## Organisation du comté
Le comté de King est créé le 19 novembre 1876. Il résulte de la séparation des comtés de Young et de Knox. Rattaché sur le plan judiciaire au comté de Young, il en est détaché le 25 février 1881 et rattaché à celui de Baylor, jusqu'au 30 juin 1887, date à laquelle il est rattaché au comté de Knox. Le comté est définitivement autonome et organisé le 25 juin 1891.
Il est baptisé en l'honneur de William Philip King, un jeune homme ayant participé à la défense de Fort Alamo, mort le 6 mars 1836,.

## Géographie

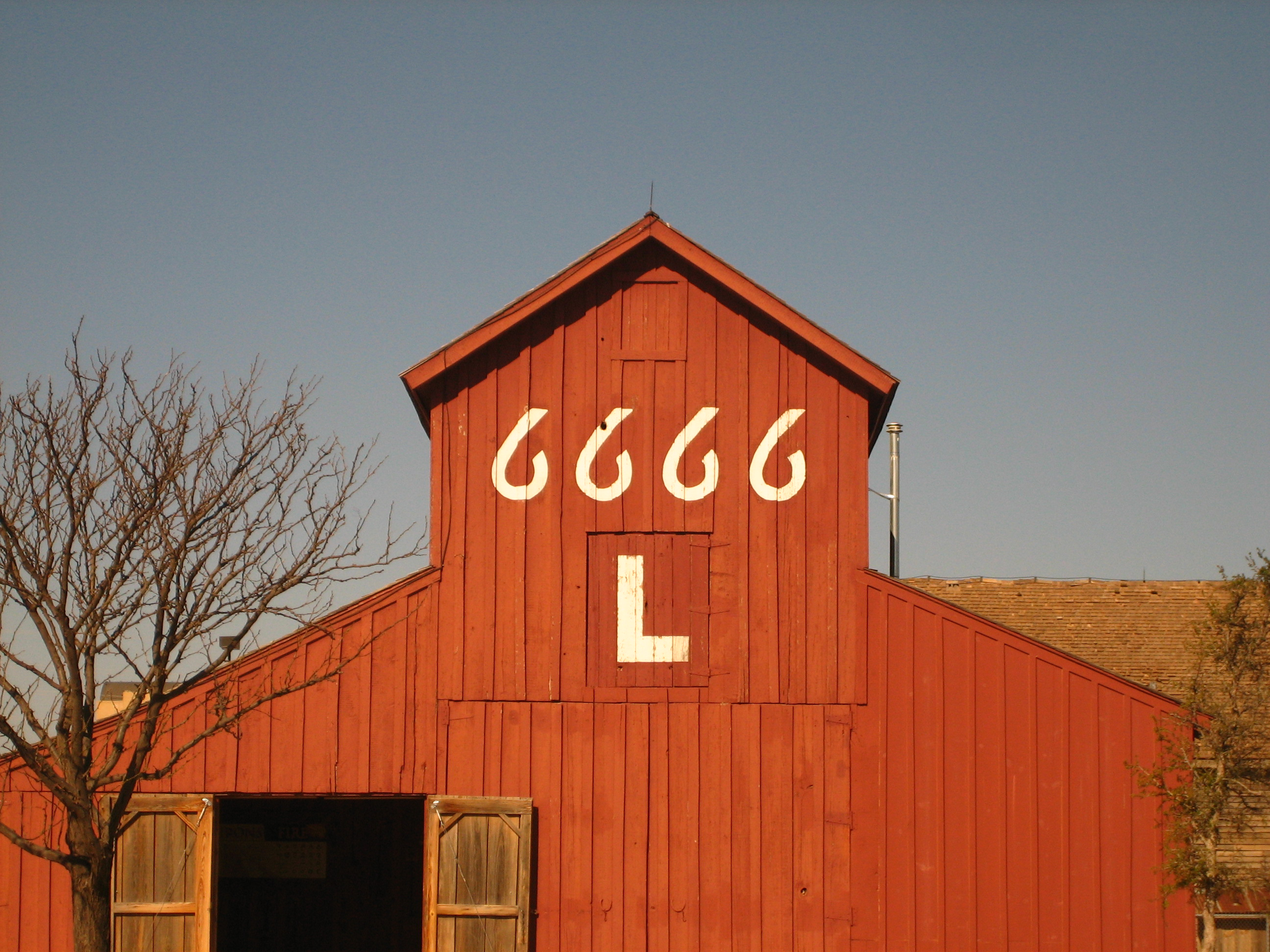
Le ranch Red barn à Lubbock.

Le comté de King est situé dans la région Rolling Prairie du nord-ouest de l'État du Texas aux États-Unis,. Le centre du comté est situé à mi-chemin entre Lubbock et Wichita Falls. 
Le comté de King s'étend sur 2 365 km2 de terrain vallonné et accidenté avec de vastes prairies et des sols limoneux. Les terres représentent 2 359 km2 tandis que la superficie aquatique est de 6,39 km2. L'altitude varie de 457 m à 609 m. Le mont Haystack et le pic Buzzard sont les points les plus élevés du comté, qui est drainé par la rivière Wichita (en) et le fleuve Brazos.
Sur le territoire du comté se trouvent plusieurs cavités naturelles creusées dans le gypse, dont la River Styx Cave.

## Économie
L'agriculture dans le comté de King produit un revenu annuel moyen d'environ 11,5 millions de dollars, provenant principalement des bovins de boucherie. On y cultive du coton et des céréales. Il n'y a pas de fabrication, bien que la production de pétrole en 1982 ait dépassé 3,5 millions de barils, évalués à plus de 116 millions de dollars.

## Comtés adjacents
|                  | Comté de Cottle    | Comté de Foard |
| Comté de Dickens | comté de King      | Comté de Knox  |
| Comté de Haskell | Comté de Stonewall |                |

## Démographie
Lors du recensement de 2010, le comté comptait une population de 286 habitants. En 2017, la population est estimée à 296 habitants,.

Pyramide des âges du comté de King (2000).

### Source de la traduction
- (en) Cet article est partiellement ou en totalité issu de l’article de Wikipédia en anglais intitulé « King County, Texas » (voir la liste des auteurs).